# Marta González Liriano
Marta María González Liriano (Monseñor Nouel, Bonao, República Dominicana; 24 de mayo de 1983), conocida como Marta González es una actriz, modelo y presentadora dominicana. A lo largo de su carrera ha participado en telenovelas como Más sabe el diablo y ¿Dónde está Elisa?.

## Biografía
En su juventud participó en diversas campañas publicitarias y además concursó en el Miss República Dominicana 2006 donde logró ser la tercera finalista representando a su Monseñor Nouel natal. Posteriormente estudió Comunicación Social y periodismo.
Estudió actuación para la televisión en Miami en el Taller de Actores, Adriana Barraza Acting Studio, el Taller de Actuación Ligarde Sebastián y el Centro de Educación Artística de Televisa México.

## Carrera
Notiespectáculos fue el primer programa que en 2006 le dio la oportunidad a Marta de tener su propio espacio de noticias internacionales. Allí presentó especiales desde los "Premios Grammy Latinos", "Premios Juventud", "Fox Sports", entre otros. A partir de entonces otros canales importantes de su país como Amé 47 ofrecieron a la joven presentadora programas como Cine con Sabor e Intermedio.
En 2008 Yaqui Núñez del Risco, padre de la comunicación en República Dominicana, pidió a Marta que condujera con él Salud, Dinero y Amor, un importante programa radial donde además colaboró como co- productora.
Entonces fue cuando la carrera de Marta pasó de presentadora de radio y televisión a actriz. Su primer trabajo fue en 2008 para Univisión con la miniserie Necesito una amiga, siguiéndole la telenovela Más sabe el diablo en la cadena Telemundo, ¿Dónde está Elisa? y, en 2010, Alguien te mira, todas ellas transmitidas en varios países de Latinoaméricana y Europa. En julio de 2010 la solicitaron de Univisión para actuar en lo que fue una de las telenovelas más vistas en todo Estados Unidos, Eva Luna.
El 2012 fue un año importante para la actriz ya que audicionó para la primera película de terror de su país, El hoyo del diablo, haciéndose con el personaje protagónico. Aprovechando todo esto en septiembre de ese mismo año decidió viajar a México para promocionar de sus novelas y participó para Televisa en la miniserie de Israel Jaitovich Adictos. También trabajó en series de televisión como Necesito una amiga y Como dice el dicho.

## Filmografía

### Series y telenovelas
| Año       | Novelas/Serie         | Rol                    | Canal                     |
| --------- | --------------------- | ---------------------- | ------------------------- |
| 2009-2010 | Más sabe el diablo    | Lida                   | Telemundo                 |
| 2010      | ¿Dónde está Elisa?    | Reportera (Cameo)      | Telemundo                 |
| 2010      | Alguien te mira       | María Gracia Carpenter | Telemundo                 |
| 2010      | Eva Luna              | Lucy                   | Univisión                 |
| 2012      | Adictos               | Marah                  | Televisa                  |
| 2012      | Como dice el dicho    | Catalina               | Televisa                  |
| 2012      | Miss XV               | Reyna                  | Nickelodeon Latinoamérica |
| 2012      | Amores verdaderos     | Marcia                 | Televisa                  |
| 2013      | Qué bonito amor       | Roanda                 | Televisa                  |
| 2013      | La mujer del Vendaval | Estrella               | Televisa                  |
| 2015      | Mi corazón es tuyo    | Marta                  | Televisa                  |

### Película y Cortometrajes
| Año  | Película/Corto      | Rol         | Director        |
| ---- | ------------------- | ----------- | --------------- |
| 2005 | Papá se volvió loco | Desconocido | Rodolfo Ledo    |
| 2011 | First Day (corto)   | Agente FBI  | Edward Figueroa |
| 2012 | El hoyo del diablo  | Sofía       | Francisco Disla |